# Canaã (Minas Gerais)
Canaã es un municipio brasileño del estado de Minas Gerais. Tiene una población estimada, en 2021, de 4533 habitantes.